# Ярославский железнодорожный мост
Ярославский железнодорожный мост (Николаевский мост) — единственный железнодорожный мост через реку Волгу в городе Ярославле. Расположен на перегоне Приволжье — Филино участка Ярославль — Данилов Северной железной дороги. Соединяет Москву с Вологдой и Архангельском.

## История
Николаевский мост в начале XX века
Это первый железнодорожный мост на Волге, связавший север России с Москвой. До его строительства десятки тысяч тонн груза переправлялись на баржах через Волгу и перегружались на трамвай, который доставлял грузы на железнодорожный вокзал.
Строительство моста началось в 1910 году. Работы планировалось закончить через два года, но в 1912 году, когда мост почти уже был достроен, рухнул один из пролётов.
Автор проекта инженер С. И. Ольшевский спроектировал пять речных ажурных полукруглых ферм (пролетов) по 68,243 сажени (145,6 м) весом по 72803,7 пуда (1200 тонн) и два береговых пролета по 12,74926 сажени (20 м) каждый, весом по 3347,01 пуда (55 тонн). Железнодорожная колея предполагалась одна, для пешеходов внутри пролетов по обеим сторонам пути имелись два тротуара. Для конных экипажей проезд не предусматривался.
Открытие состоялось 21 февраля 1913 года и было приурочено к 300-летнему юбилею дома Романовых. Освятил мост будущий патриарх Тихон.
Во время пребывания императорской семьи в Ярославле 21 мая 1913 года Николай II осмотрел и одобрил новое сооружение, а 31 мая 1913 года железнодорожному мосту через Волгу в Ярославле было присвоено название «Мост императора Николая II». В народе мост с тех пор стали именовать Императорским, Николаевским или Романовским.
В годы Великой Отечественной войны мост был важной целью для немецкой авиации, поскольку через него на фронт двигались составы с войсками и боевой техникой. Для его защиты был создан узел ПВО в составе нескольких зенитных батарей, прожекторной роты и постов воздушного наблюдения. В 1942—1943 годах они отбили несколько налётов на мост, не допустив ни одного прямого попадания в него.
В 1970—1972 гг. был построен второй железнодорожный мост с трапециевидными фермами (в отличие от ажурных полукруглых пролетов постройки 1913 года). Ледорезная часть опор была разобрана, опоры наращены и на них установлены пролётные строения нового моста.
Осенью 2005 года была завершена реконструкция моста — старые фермы 1913 года были заменены на новые, трапециевидные.